# Hector Cattolica
Hector Cattolica est un affichiste, graphiste, illustrateur, peintre, poète, argentin, né le 31 août 1933 à Bragado et mort le 4 juillet 1993, à Férolles-Attilly. Il est le fondateur de la revue Margen et membre de l'Espace Latino-Américain à Paris. Il est le premier à avoir donné une identité visuelle au Centre de Création Industrielle.

## Parcours artistique
Fils d'un maçon émigré originaire du village de Cattolica en Italie, Hector révèle dès l'âge de douze ans un réel talent pour le dessin. Il l'exprime en bandes dessinées à la gloire des héros des guerres d'indépendances sud-américaines et en illustrant des poèmes. Des comics qui lui valent à seulement vingt ans d'être mis au dessin de plans dans des studios d'architectes. Cinq ans après, il s'évade de l'architecture grâce à la caricature et à la poésie.
L'usage qu'il fait de ces trois disciplines détermine le style de toute son œuvre, en y ajoutant souvent une pointe d'humour noir.
Les huiles sur toiles sont coûteuses et les résultats très lents. Il délaisse progressivement la peinture à partir de 1964 pour peindre à la gouache et à l'encre de couleur directement sur des tirages photos ou des films offset. Sa technique est caractérisée par l'emploi de forts contrastes, de trames de photogravure ainsi que  des photo-montages très sophistiqués avant l'usage de l'époque. Comme sa virtuosité le lui permet, pour tous les styles demandés, il réalise toujours lui-même toutes les illustrations des projets sous sa direction artistique. Certaines affiches lui réclament plusieurs mois de travail, de leur conception à leur réalisation. Perfectionniste, il est capable de revenir vingt fois sur un travail et de refuser de le livrer car inachevé; ce qui explique parfois que les délais exigés ne correspondent pas au cycle de sa création et, aussi, de sa rémunération à la vue du temps passé... Pendant plus de trente ans, ses exercices poussés en typographie, en composition, en volumes, en impression, comme sa culture très étendue lui permettent d'exercer sa créativité auprès des artistes célèbres de son époque.
Voyageant beaucoup, surtout par curiosité et par amitiés, il fait pourtant l'essentiel de sa carrière artistique en France. Il aime partager ses créations avec les autres et les commenter souvent d'une manière dérisoire et humoristique compte tenu des interprétations multiples qui pouvaient être perçues de manière souvent paradoxables voir ambigües.
Dans les années 1980, réfractaire aux nouvelles technologies, militant têtu déjà effacé des compétitions, opiniâtre artisan d'images qui font réfléchir, son portefeuille de clients ne survit pas longtemps à l'avènement de la publication assistée par ordinateur.
Ses derniers amis et clients convertis, ayant abandonné l'engagement politique comme le goût des images d'utilité publique portées par l'artiste, il reste sans commande pendant les quatre dernières années de sa vie. Période qu'il remplit à distribuer le courrier au sein d'une mairie locale en rêvant à son dernier grand projet éclos en 1989, la création d'un Musée de l’histoire de l’immigration à Paris.

## Biographie

### Poète du graphisme
Parti travailler à Buenos-Aires, comme son frère ainé Edolver aussi maquettiste, il publie ses dessins et caricatures dans la revue humoristique Tia Vicenta. Il s'y lie d'amitié avec Quino, l'auteur du personnage Mafalda, et Copi. Il écrit beaucoup et publie en 1960 un recueil de poésies dont le succès l'invite à voyager et à se rendre à Paris, alors ville des Arts.
Il s'y installe en 1962 pour y créer et éditer la revue Margen dédiée à l'expression d'intellectuels d'Amérique Latine. Pour être économique et essentiellement littéraire, il conçoit cette revue semestrielle dans un format spécial novateur (9x18 cm) et avec une couverture très caractéristique (couverture en carton 350 g couleur kraft et composition noire Bodoni Bauer Black) comme le fut déjà son premier livre, deux ans plus tôt. Maquette reprise en 1964 et devenue depuis un classique de l'édition. Alors que Cattolica a arrêté sa publication après seulement cinq numéros, pour militer activement contre le franquisme, mais aussi abandon financier, un premier-né de sa compagne française Marie-Claire Decraene (avec qui il aura deux enfants), et logique d'un militantisme croissant contre les persécutions d'intellectuels hispanophones comme pour les mouvements de décolonisation et anti-dictatoriaux. Il fait la maquette de la Petite Collection en 1967, puis des couvertures, pour François Maspéro et, à la suite d'un séjour de cinq mois à Cuba en 1966, il collaborera au chantier de ce dernier pour l'édition française de la revue Tricontinentale.

### "Latino" du Quartier Latin

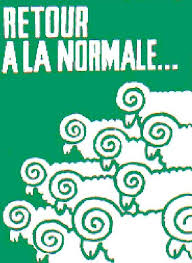
Retour à la normale

Arrive mai 1968, et la sérigraphie livre les murs de Paris aux créations de l'Atelier Populaire de l'École des Beaux-Arts, où l'immigré argentin va retourner contre elle les subtilités d'une langue qu'il maîtrise encore mal, pour s'en moquer lorsque le mouvement prendra fin : le retour à la norme devient le retour à l'anormal.
Il réalise un autre affiche devenue presque aussi célèbre en détournant la face de la pièce de un Franc pour affubler Marianne d'un masque-à-gaz et d'un bouclier lors d'une barricade.
Dans la foulée du mouvement de Mai, chez les éditeurs, au Quartier Latin, dans les cafés, aux Beaux-Arts, il est l'ami d'illustrateurs qui deviennent déjà fameux comme Wolinski, Willem, Jean-Michel Folon, Serguei, Roland Topor et Siné, grâce auxquels il publiera des dessins dans la presse d'opinion, principalement l'Enragé et Action, sous son nom comme sous le pseudonyme de Sesamo.

### Graphiste de Service Public
Dès 1969, il reçoit des commandes régulières de François Barré pour des créations d'affiches et de catalogues pour le Centre de Création Industrielle (CCI), dont il crée la signalétique et la première plaquette de préfiguration du Centre Georges-Pompidou avant son installation dans le bâtiment rue Beaubourg, brochure devenue aujourd'hui un collector.
1969-1970 Il dessine le logotype de la Société Africaine d'Édition, éditrice de L'Afrique littéraire et artistique.
En 1972, il entame une collaboration irrégulière pour la collection "Folio" à la demande de Robert Massin, pour des illustrations de couvertures chez Gallimard.
 Comme directeur artistique, pour l'exposition "Matériaux, technologie, forme" du CCI, à la Galerie du Musée des Arts Décoratifs en 1974, il crée une affiche doublement innovante : la première affiche en bas-relief, le gaufrage d'une empreinte numérisée sur un carton-fort métallisé, ton-sur-ton, la reproduction numérique de sa propre empreinte digitale. Il exposera aussi cette empreinte sous forme de listings informatiques lors de cette manifestation qui sera l'une des toutes premières expositions grand-public consacrées au design industriel, qui va en ouvrir la porte à des succès non-démentis jusqu'à aujourd'hui.
Tout au long des années soixante-dix, il conçoit des logotypes et des chartes graphiques dont certains encore en usage aujourd'hui, comme celui de Merlin-Gérin ou de la Bred.
Collaborant depuis deux ans avec Edouard Maurel sur des projets de design graphique, en 1975, sous la direction artistique de Roger Tallon il dessine des sièges et oriente les choix de couleurs pour le projet des nouvelles rames de métro d'Alstom. Ces derniers ne sont pas retenus (une gamme de verts au lieu du bleu rituel de l'Administration d'alors) pour être finalement repris par la RATP des dizaines d'années plus tard.
Il rencontre un autre fils d'immigré italien, Max Gallo dont il réalise cette année-là les couvertures de la série "La baie des Anges", livre qui sera un très fort succès d'édition.
En 1977, il crée le logotype de l'ICEI (Information Culture et Immigration), sa charte graphique, puis de nombreuses affiches pour l'institution aujourd'hui rattachée au Musée de l’histoire de l’immigration.
En 1979, à l'occasion de l'Année internationale de l'Enfant, il fait pour le Centre Georges-Pompidou l'affiche de l'exposition du Centenaire de la naissance d'Albert Einstein, Einstein= mc2, alors devenue fameuse par de nombreuses ré-éditions en carteries, vraies ou fausses.
À sa fondation en 1981, pour le compositeur argentin Edgardo Canton, il dessine le logotype de l'authentique cabaret du tango parisien "Trottoirs de Buenos-Aires" produisant les meilleurs musiciens de tango d'Amérique Latine, tels que le Sexteto Mayor, le Cuarteto Cedron, Susana Rinaldi, Juan José Mosalini, Beytelmann. Il y réalise les affiches de plusieurs artistes. Il imprime aussi un menu -un dépliant de 6 pages 12x12 cm en forme de bandonéon- qui est tellement apprécié que chaque client du café-concert l'emporte avec lui !
Il dessine aussi l'identité visuelle de l'Espace Latino-Américain à Paris en participant au collectif fondateur constitué autour de Le Parc avec ses meilleurs amis, Krasno, Roberto Matta, Jack Vanarsky, Luis-Felipe Noé et d'autres.

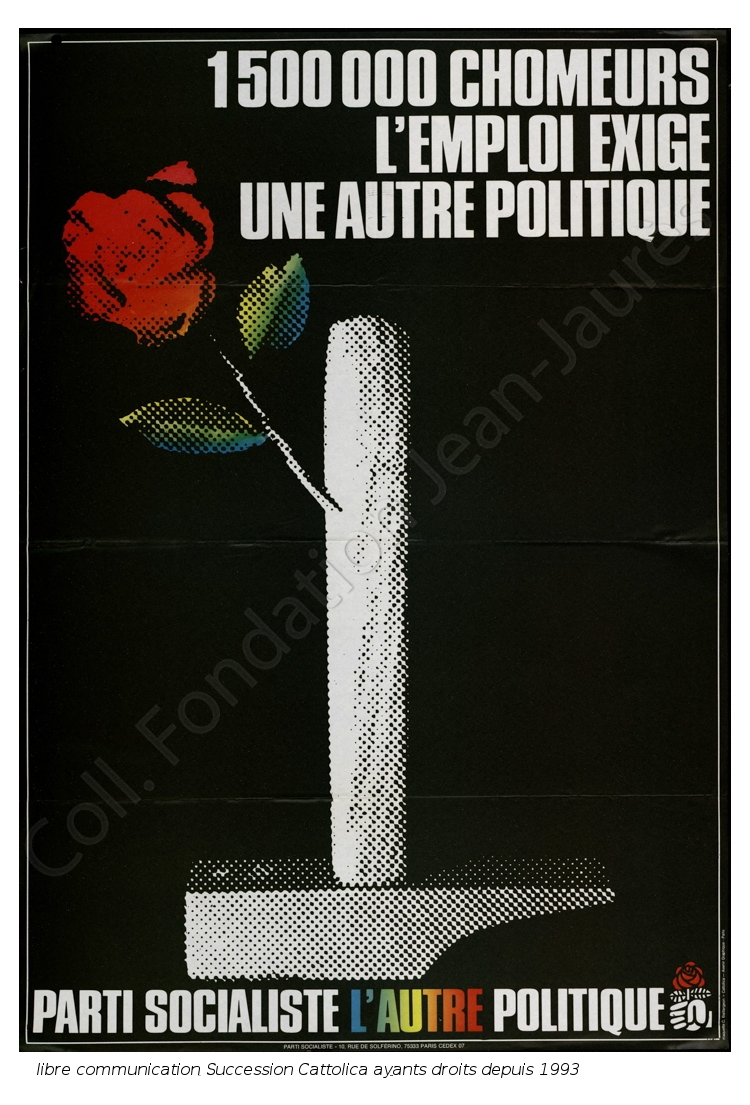
Ps3 décembre 1980

Dès le début de ces années 1980 débute une longue collaboration suivie d'une véritable amitié avec le graphiste Claude Baillargeon . Ils signeront ensemble plusieurs éditions et affiches, dont celles de la pré-campagne du Parti Socialiste français de décembre 1980, pour les élections présidentielles victorieuses de ce parti.
En 1990, sans savoir qu'il sera atteint d'un cancer qui l'empèchera de mener son ultime projet à terme, il retourne voir l'ancien directeur du CCI, devenu délégué aux arts plastiques du ministère de la culture, pour lui remettre sa grande idée militante d'un Musée de l'Immigration, avec un projet architectural et un parcours scénographique en forme de pyramide aztèque à degrés retraçant les chemins de l'immigration venue en France, à travers les siècles. Un musée inauguré sous une autre forme en octobre 2007 au Palais de la Porte Dorée, sans le mentionner.

## Citation
I'm a public service artist. Not in the sense that I work for any authority. 
I mean that each image tries to express something that belongs to millions of people.

## Expositions
expositions collectives à l'Espace Latino-Américain de Paris, dont Hommage à Krasno, 1982; Art Graphique Latino-Américain, 1985; 100 Artistes Latino-Américains pour le Bicentenaire, 1989;
Exposition « L’Amérique Latine à Paris » Grand-Palais, 8 au 15 décembre 1982;
Maison de l'Amérique Latine - à retrouver
Centre National des Arts Plastique - à retrouver
"Matériau, technologie, forme" du CCI, à la Galerie du Musée des Arts Décoratifs, en 6 juin- 30 septembre 1974, 22 octobre 69-15 janvier 70
« Qu’est-ce que le design ? » locaux du musée des Arts décoratifs, 107-109, rue de Rivoli, Paris Ier arr. - à retrouver

## Œuvres (extrait)
- "l'Objet Industriel" exposition 1980 [affiche][24]
- Berlin 89... [affiche] auto-édition[24]
- "les Trottoirs de Saturne"[27] film de Hugo Santiago "Las veredas de Saturno" [affiche][24]
- couvertures pour le mensuel "Passages" Couverture Magazine Passages, 1990, Hector Cattolica, ayants droit succession Cattolica depuis 1993, droit de citation 2014.
- couvertures pour le mensuel "New Internationalist" Blind Justice New Internationalist

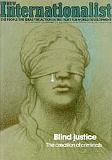
Blind Justice New Internationalist

- illustration de dossiers de presse de NI et de l'UNFPA[28]
- Rencontre de Deux Mondes, Espace Latino-Américain, Paris 1992 [affiche]
- Una sociedad colonial avanzada, de Luis-Felipe Noé, 1960, ré-édité 2003 [couverture]
- Tupac Tosco, la raison de la mémoire ; une vision chorégraphique, théâtrale et musicale de l'Argentine... Théâtre Fontaine [affiche] [24]
- République française, Mai 1968 [La Semeuse avec masque à gaz, bouclier et pavé à la main] [affiche] [24]
- Beurs-Feujs. Première rencontre entre Arabes et Juifs en France, à l'Assemblée nationale le mardi 11 octobre 1988. [affiche][24]
- Café-concert, affiches de la Bibliothèque du Musée des Arts décoratifs, du 19 octobre 1977 au 2 janvier 1978[24]...
- Los Indianos, visions chorégraphiques d'Amérique latine[24]...
- Notre monde est dangereux, la Paix exige une autre politique. Parti socialiste, l'autre politique [affiche][24]
- Pour vivre en sécurité, défendons chaque liberté. Parti Socialiste, l'autre politique [affiche][24]